# 6112 Ludolfschultz
6112 Ludolfschultz eller 1981 DB1 är en asteroid i huvudbältet som upptäcktes den 28 februari 1981 av den amerikanska astronomen Schelte J. Bus vid Siding Spring-observatoriet. Den är uppkallad efter Ludolf Schultz.
Asteroiden har en diameter på ungefär 7 kilometer.